# Машинистка

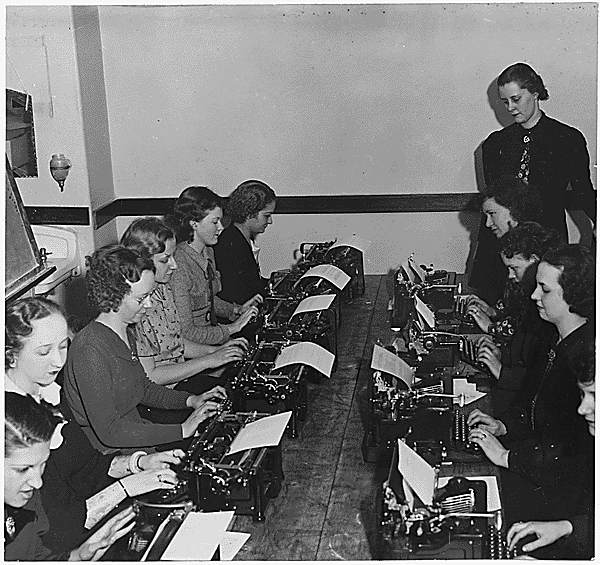
Машинистки в США, 1937

Машини́стка — женщина, работающая на пишущей машинке.

## Этимология
Несмотря на французский корень, слово является собственно русским. Появилось в начале XX века путём добавления суффикса женского рода -к-а к слову машинист и первоначально означало «женщина, работающая на машине» (любой). В настоящем значении впервые отмечается в Словаре Даля издания 1905 года. К 1920-м годам окончательно приобрело значение «женщина, работающая на пишущей машинке».

## Особенности словоупотребления
Слово «машинистка» в русском языке относится к достаточно немногочисленной группе профессий, имеющих только женскую форму и не имеющих мужской — аналогично таким профессиям, как доярка, маникюрша, няня, прачка. Вместе с тем, в отличие от большинства вышеприведённых профессий, где мужская форма может быть образована путём удаления суффикса женского рода -к-а (доярка → дояр) или иным способом (няня → нянь), для профессии машинистки такой способ словообразования не является возможным, поскольку словом «машинист» обозначается другая профессия. Тем не менее, писательница Фрида Вигдорова писала в своей повести «По следам»:
Редакция была, наверное, единственным в стране учреждением, где машинописным бюро заведовал мужчина. И назывался он машинист.

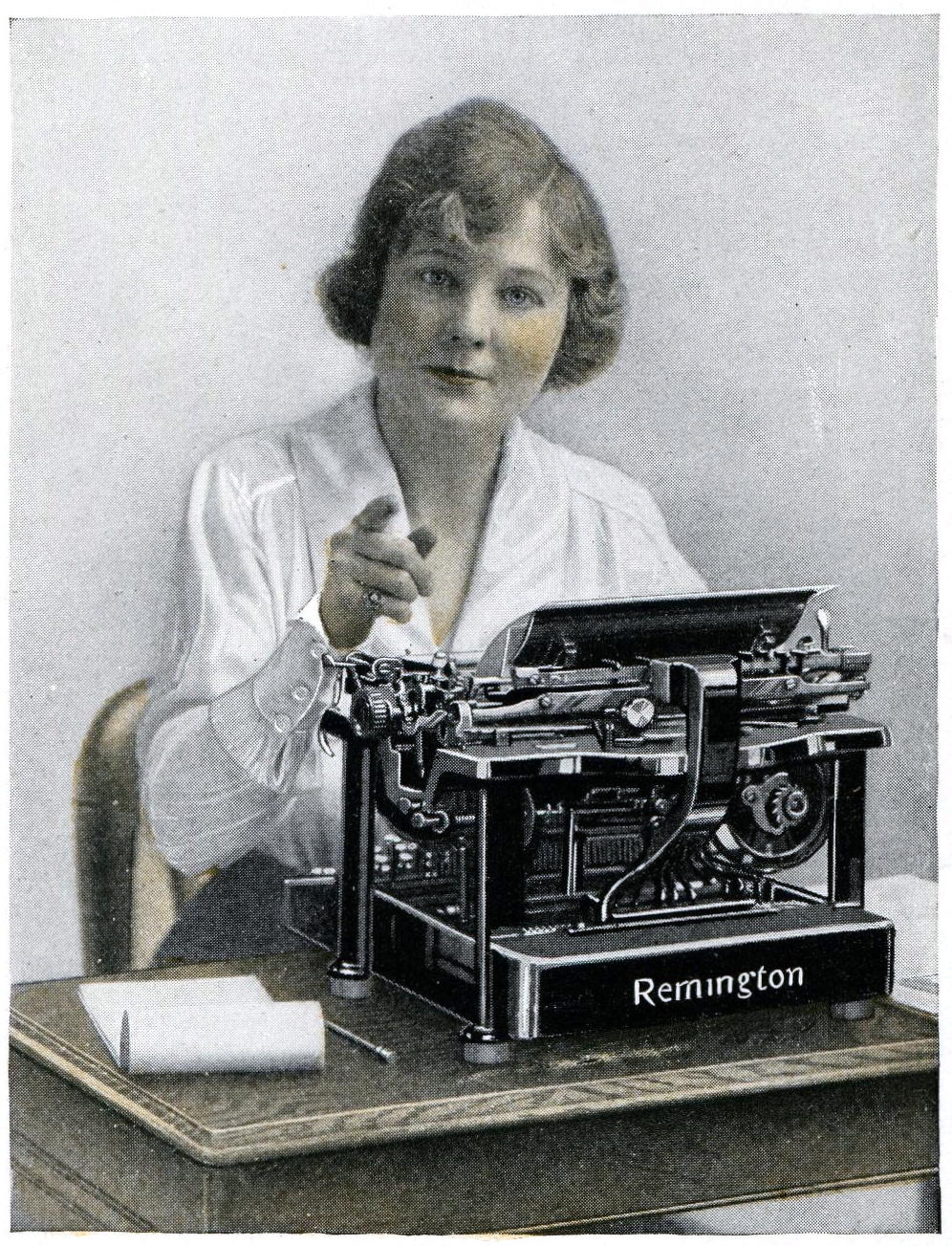
Реклама фирмы Remington, 1918

## История
Несмотря на то, что первая пишущая машинка была запатентована в Англии ещё в 1714 году, начало массового изготовления подобных устройств пришлось уже на конец XIX века, когда американский изобретатель Кристофер Шоулз разработал пишущую машинку с клавиатурой QWERTY и продал патент оружейной компании Remington Arms. Производство пишущих машинок Ремингтон 1 началось в 1873 году и совпало с зарождением в США и Европе феминизма. Фактически, профессия машинистки в конце XIX и начале XX века была одной из немногих доступных для женщин профессий, не связанных с домом, детьми и домашним хозяйством, что делало профессию машинистки весьма уважаемой и желанной профессией.

## Особенности профессии
Задачей машинистки был перевод рукописного текста в печатный формат. Услугами машинисток пользовались люди самых разных профессий. Они работали в канцеляриях самых разных учреждений, на съездах и конференциях, в издательствах, редакциях газет и журналов и так далее. Услугами машинисток пользовались учёные при подготовке к публикации научных статей и диссертаций, студенты для оформления дипломных работ, юристы при подготовке исков, заявлений и доверенностей и так далее. Машинистка должна была знать правила оформления каждого вида текста — количество строк, количество знаков в строке, размеры абзацных отступов, расположение номеров страницы, поскольку для каждого вида документов существовали свои правила оформления. Опытная машинистка, овладевшая слепым методом печати, обычно делала от 300 до 400 знаков в минуту, а после появления электрических пишущих машинок, которые требовали меньшего физического усилия для ударов по клавишам — до тысячи. С изобретением копировальной бумаги стало возможно одновременное изготовление машинисткой нескольких копий документа — в зависимости от плотности используемой бумаги, обычно — 3 или 4.
Профессия машинистки часто совмещалась с профессией секретаря (секретарь-машинистка) и стенографистки (машинистка-стенографистка).
С широким распространением персональных компьютеров в конце XX века профессия машинистки практически исчезла.